# Muhammad Naquib al-Attas
Syed Muhammad Naquib al-Attas (arabisch محمد نقيب العطاس, DMG Muḥammad Naqīb al-ʿAṭṭās; * 5. September 1931 in Bogor, Java, Niederländisch-Indien) ist ein zeitgenössischer muslimischer Philosoph und Denker aus Malaysia. In seinen Forschungsarbeiten befasst er sich mit unterschiedlichen Aspekten der islamischen Gedankenwelt und Kultur, insbesondere mit Sufismus, Kosmologie, Metaphysik, Philosophie sowie mit malaiischer Sprache und Literatur.

## Biografie
Nach dem Abschluss der Sekundarschule in seiner Heimatstadt 1951 verbrachte er von 1952 bis 1955 einen mehrjährigen Studienaufenthalt in England, zunächst in Eaton Hall in Chester, darauf an der Militärakademie Sandhurst. Er unternahm ausgedehnte Reisen, besuchte unter anderem Spanien und Nordafrika, wo ihn das islamische Erbe beeindruckte, und setzte seine Studien 1957–1959 an der Universität Malaya in Singapur fort. Nach einem dreijährigen Studium mit Hilfe eines kanadischen Stipendiums am Islamwissenschaftlichen Institut der McGill University in Montreal führte er sein Studium an der School of Oriental and African Studies in London bei Arthur John Arberry und Martin Lings weiter, wo er 1962 seine Doktorarbeit als zweibändiges Werk über den Mystizismus von Hamza Fansuri abschloss. 1965 kehrte er nach  Malaysia zurück, wo er von 1968 bis 1970 Dekan der Philosophischen Fakultät (Faculty of Arts) war und anschließend an die neugegründete Nationale Universität Malaysia überging, wo er sich als Dekan der Philosophischen Fakultät stark für den Gebrauch des Malaiischen auf universitärem Niveau einsetzte. 
1987 gründete er in Kuala Lumpur das International Institute of Islamic Thought and Civilization (ISTAC) und wurde dessen erster Direktor. Er ist einer der Senior Fellows des Königlichen Aal al-Bayt Instituts für Islamisches Denken (Royal Aal al-Bayt Institute for Islamic Thought), Jordanien.
Zu den von al-Attas im "originalen" ISTAC ausgebildeten muslimischen Gelehrten zählen Wan Mohd Nor Wan Daud (ATMA-UKM), Zainiy Uthman (IIUM), Alparslan Açıkgenç (Fatih-Universität), Mustafa Cerić (Großmufti von Bosnien und Herzegowina), Zaidi Ismail (IKIM), Sani Badron (IKIM), Wan Azhar (IKIM), Farid Shahran (ehemaliger Vizepräsident der ABIM, IIUM), Wan Suhaimi Wan Abdullah (UM), Azizan Sabjan (USM), Adi Setia (IIUM), Ustaz Asham Ahmad (IKIM) und Ustaz Nik Roskiman (IKIM).
Der Sozialwissenschaftler Syed Hussein Alatas (1928–2007) war sein Bruder.

## Werke
- Rangkaian Ruba'iyat (Kuala Lumpur: Dewan Bahasa dan Pustaka), 1959.
- Some Aspects of Sufism as Understood and Practised among the Malays (Singapore: Malaysian Sociological Research Institute).
- Raniri and the Wujudiyyah of the 17th Century Acheh (Kuala Lumpur: Monographs of the Malaysian Branch of the Royal Asiatic Society), 1963.
- The Mysticism of Hamzah Fansuri (Kuala Lumpur: University of Malaya Press), 1970.
- The Correct Date of the Terengganu Inscription (Kuala Lumpur: Museum Department), 1970.
- Islam dalam Sejarah dan Kebudayaan Melayu (Kuala Lumpur: Universiti Kebangsaan Malaysia), 1972.
- Comments on the Re-Examination of Al-Raniri’s Hujjatu’l Siddiq: A Refutation (Kuala Lumpur: Museum Department), 1975.
- Islam and Secularism (Kuala Lumpur: Muslim Youth Movement of Malaysia (ABIM), 1978; reprint, Kuala Lumpur: International Institute of Islamic Thought and Civilisation (ISTAC), 1993).
- (Hg.) Aims and objectives of Islamic education : World conference on Muslim education (1st, Mecca, 1977). Sevenoaks, Kent : Hodder and Soughton, 1979.
- The Concept of Education in Islam (Kuala Lumpur: Muslim Youth Movement of Malaysia (ABIM); reprint, Kuala Lumpur: International Institute of Islamic Thought and Civilisation (ISTAC)), 1980.
- A Commentary on the Hujjat al-Siddiq of Nur al-Din al-Raniri: Being an Exposition the Salient Points of Distinction between the Positions of the Theologians, the Philosophers, the Sufis and the Pseudo-Sufis on the Ontological Relationship between God and the World and Related Questions (Kuala Lumpur: Malaysian Ministry of Culture), 1986.
- The Oldest Known Malay Manuscript: A 16th Century Malay Translation of the `Aqa’id of al-Nasafi (Kuala Lumpur: University of Malaya), 1988.
- Islam and the Philosophy of Science (Kuala Lumpur: International Institute of Islamic Thought and Civilisation (ISTAC)), 1989 (Deutsche Übersetzung von Christoph Marcinkowski als Islam und die Grundlagen von Wissenschaft, Kuala Lumpur: ISTAC, 2001).
- The Nature of Man and the Psychology of the Human Soul (Kuala Lumpur: International Institute of Islamic Thought and Civilisation (ISTAC)), 1990.
- On Quiddity and Essence (Kuala Lumpur: International Institute of Islamic Thought and Civilisation (ISTAC)), 1990.
- The Intuition of Existence (Kuala Lumpur: International Institute of Islamic Thought and Civilisation (ISTAC)), 1990.
- Islam: The Concept of Religion and the Foundation of Ethics and Morality (Kuala Lumpur: International Institute of Islamic Thought and Civilisation (ISTAC)), 1992.
- The Meaning and Experience of Happiness in Islam, 1993 (Deutsche Übersetzung von Christoph Marcinkowski als Die Bedeutung und das Erleben von Glückseligkeit im Islam, Kuala Lumpur: ISTAC, 1998)
- The Degrees of Existence, 1994.
- Prolegomena to the Metaphysics of Islam: An Exposition of the Fundamental Elements of the Worldview of Islam (Kuala Lumpur: International Institute of Islamic Thought and Civilization (ISTAC)), 1995.
- Risalah untuk Kaum Muslimin (Kuala Lumpur: International Institute of Islamic Thought and Civilization (ISTAC)), 2001.
- Tinjauan Ringkas Peri Ilmu dan Pandangan Alam (Penang, Malaysia: Universiti Sains Malaysia), 2007.
- Historical Fact and Fiction (Kuala Lumpur, Malaysia: UTM Press), 2011.[3]
- On Justice and the Nature of Man (Kuala Lumpur, Malaysia: IBFIM), 2015.